# Сакович Ірина Валер'янівна
Сакóвич Ір́ина Валер'янівна (* 6 грудня 1926, Слуцьк) — митець-декоратор і мистецтвознавець. Кандидат мистецтвознавства (1964). Член НСХУ (1967).

## Біографія
Народилась у Слуцьку Мінської області. Закінчила Московський інститут прикладного і декоративного мистецтва (1952), працює в галузі майоліки і порцеляни.
Авторка розділів «Кераміка» і «Скло» в «Історії укр. мистецтва» (т. 6, 1968), «Творче використання народних традицій у сучасному українському художньому склі», «Народився традиції в сучасній українській художній кераміці» (у збірці «Українське мистецтвознавство»; книги 2, 3, 1968 — 69), книга «Народна керамічна скульптура Радянської України» (1970), статті в журналах на мистецькі теми.